# L'home dels coixins
L'home dels coixins (en anglès original, The Pillowman) és una obra de teatre de 2003 del dramaturg Martin McDonagh. Ha estat traduïda al català per Ernest Riera.

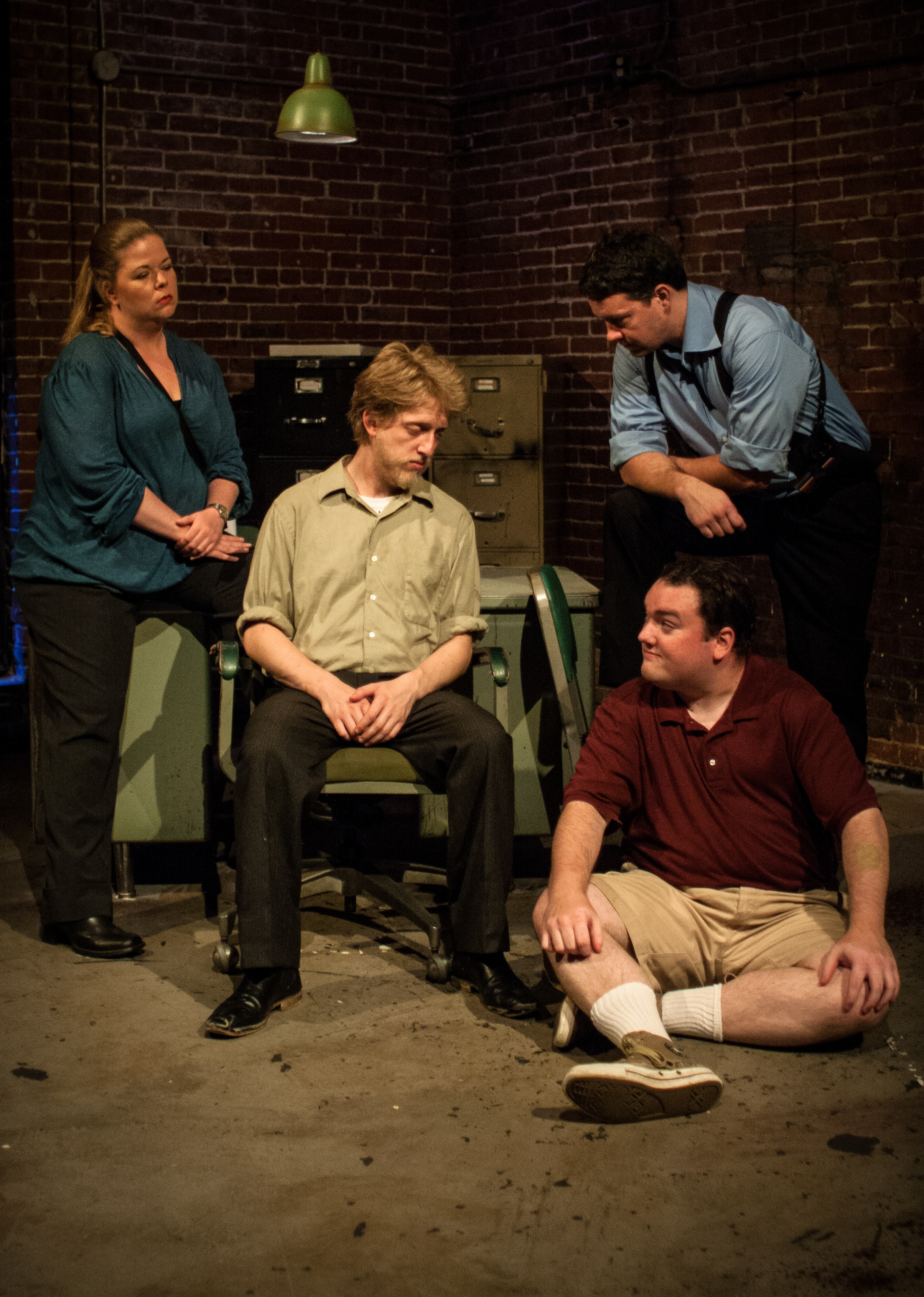
Repartiment de l'obra el 2012

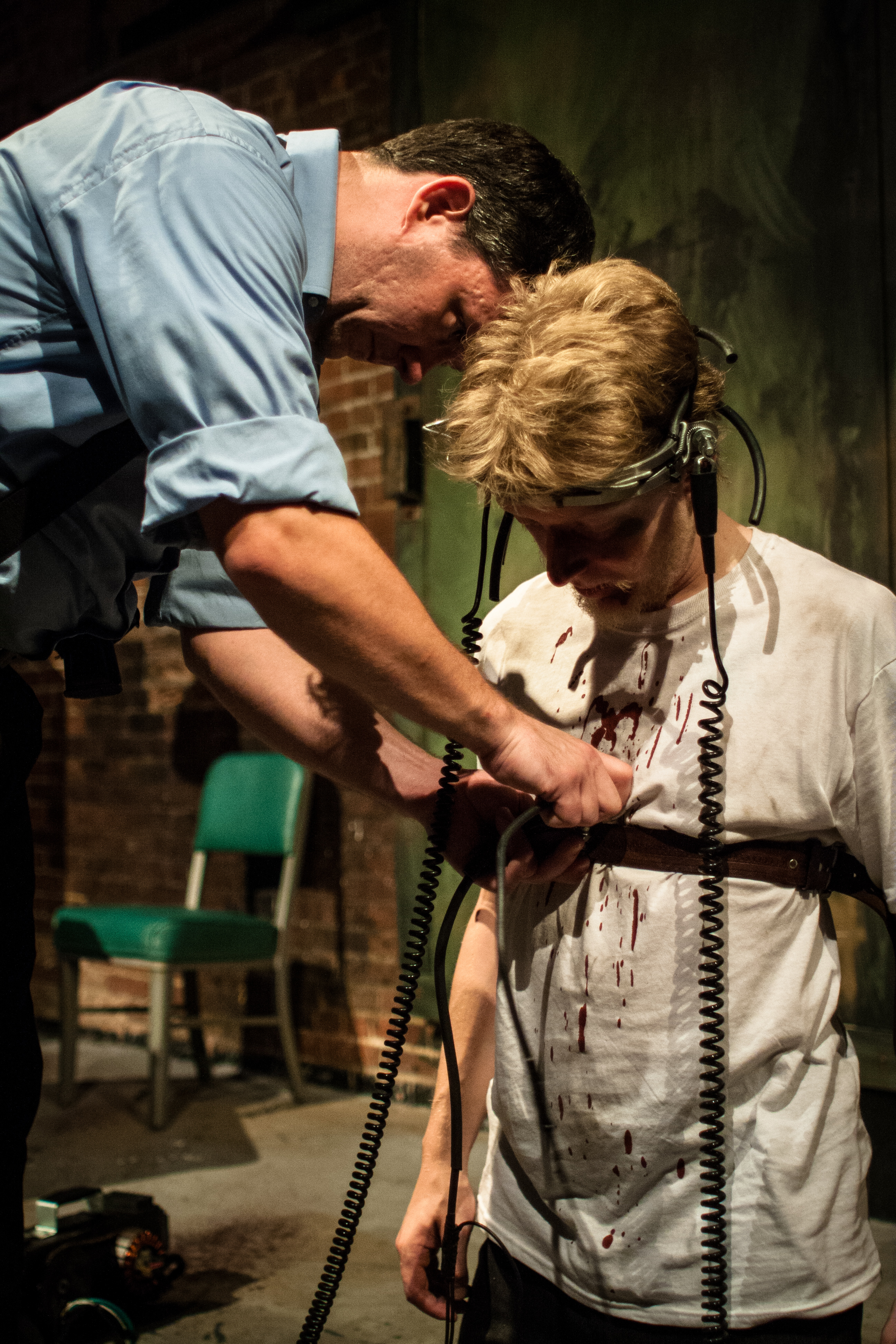

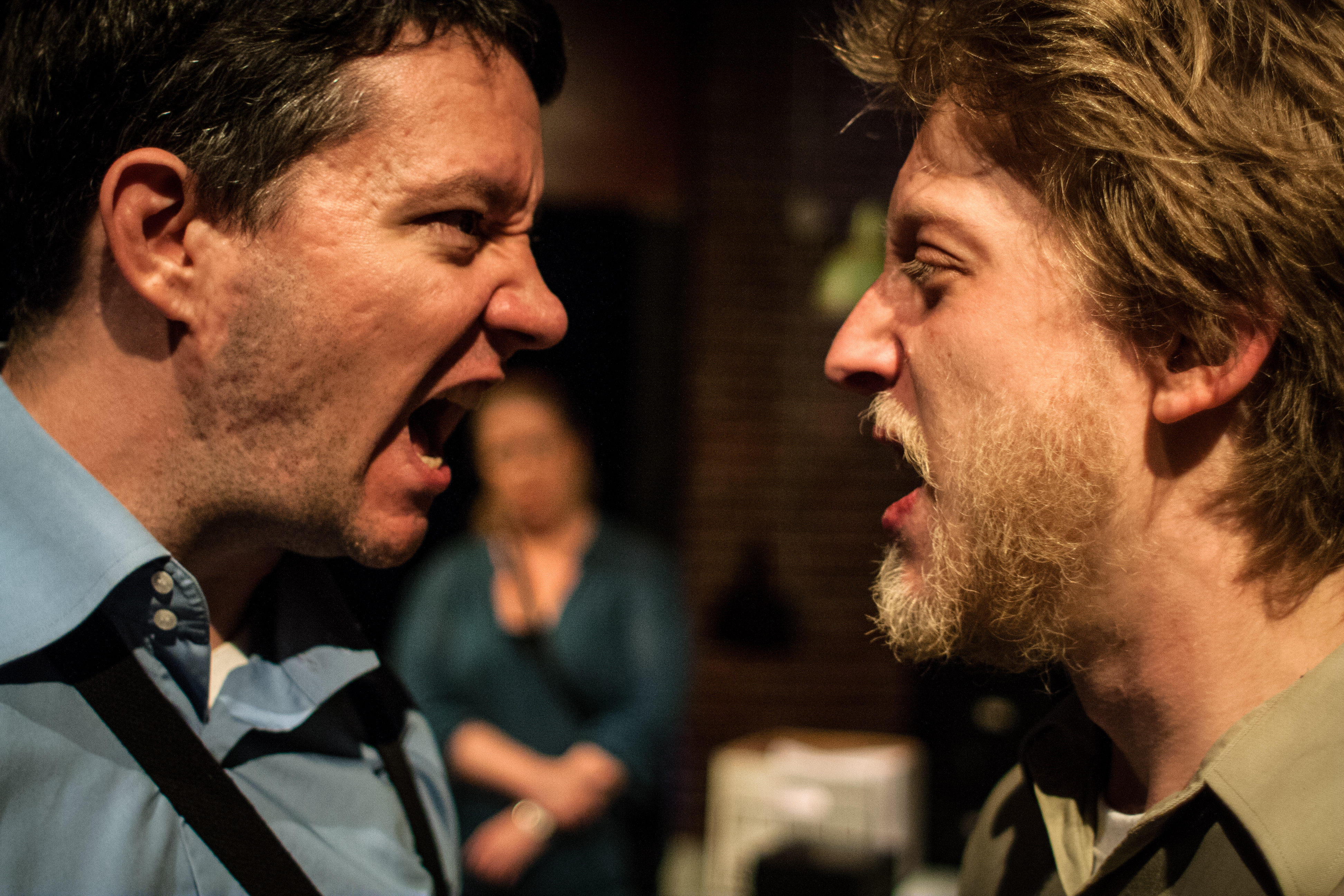

## Argument
Katurian és un escriptor de relats curts en els quals, amb freqüència, descriu maltractaments cap a menors. És arrestat pels detectius Ariel i Tupolski perquè les seves històries s'assemblen sospitosament a una sèrie de crims que s'han succeït en els últims temps. Katurian descobreix seguidament que el seu germà Michal s'ha confessat autor dels crims i li ha implicat. Llavors es resigna a la seva sort i el seu únic anhel és salvar la seva obra literària de la destrucció. En l'obra s'entremescla la història de Katurian amb la recreació d'alguns dels seus relats, destacant L'escriptor i el germà de l'escriptor, en la qual es relata com el protagonista va adquirir la seva retorçada imaginació escoltant els laments del seu germà quan, sent nen, era torturat pels seus pares.

## Personatges
- Katurian. Escriptor de relats escabrosos en els quals a vegades intervenen nens. La seva retorçada imaginació és el resultat de les seves experiències infantils quan escoltava els seus pares abusar del seu germà. En conseqüència, va assassinar als seus pares i va cuidar del germà.
- Michal. El germà de Katurian és una cosa lenta entenent conceptes. És detingut al costat de Katurian.
- Tupolski. El policia que dirigeix la recerca sota l'estereotip de "poli bo".
- Ariel. Policia brutal i violent que busca venjar-se de qualsevol que abusi de menors en memòria de la seva pròpia infància de nen maltractat.
- Katurian de nen. Reconstrueix en forma visual moments foscos de la seva infantesa.

## Representacions destacades
- Royal National Theatre, Londres, 13 de novembre de 2003. Estrena mundial.
  - Direcció: John Crowley
  - Intèrprets:David Tennant (Katurian), Jim Broadbent (Tupolski), Nigel Lindsay (Ariel), Adam Godley (Michal).

- Booth Theatre, Broadway, Nueva York, 2005.[4]
  - Direcció: John Crowley
  - Intèrprets:Billy Crudup (Katurian), Jeff Goldblum (Tupolski), Željko Ivanek (Ariel), Michael Stuhlbarg (Michal), Ted Koch (Father), Virginia Louise Smith (Mother), Jesse Shane Bronstein (Boy), Madeleine Martin (Girl).

- Teatro La Plaza, Lima, 2006.
  - Direcció: Juan Carlos Fisher.
  - Intèrprets: Raúl Zuazo, Paloma Yerovi Cisneros.

- Teatro Scotiabank, Ciutat de Mèxic, 2008[5]
  - Direcció: Mario Espinoza.
  - Intèrprets: Kuno Becker/Alfonso Herrera, Erwin Veytia, Alejandro Calva, Jorge Zárate.

- Teatro Lola Membrives, Buenos Aires, 2008.[6]
  - Direcció: Enrique Federman
  - Intèrprets: Pablo Echarri (Katurian), Carlos Santamaría (Tupolski), Vando Villamil (Ariel), Carlos Belloso (Michal), Brian Sichel (Katurian de niño), Pía Uribelarrea.

- Teatre Lliure, Barcelona, 2009. Versió en català, com L’home dels coixins.[7]
  - Direcció: Xicu Mansó.
  - Intèrprets: Miquel Gorriz, Eduard Muntada, Albert Pérez, Jacob Torres.

- Antic Teatre, Barcelona, 2014. Versió en anglès.
  - Direcció: Joshua Zamrycki.
  - Intèrprets: James Giblin (Katurian), David O'Kelly (Tupolski), Billy Jeffries (Ariel), Ben Torbush (Michal), Thérèse Hoben (Mother), Rafael Marrero (Father), Rosa Blake (Girl), Jordi Hanley (Boy)